# 코시체 2구

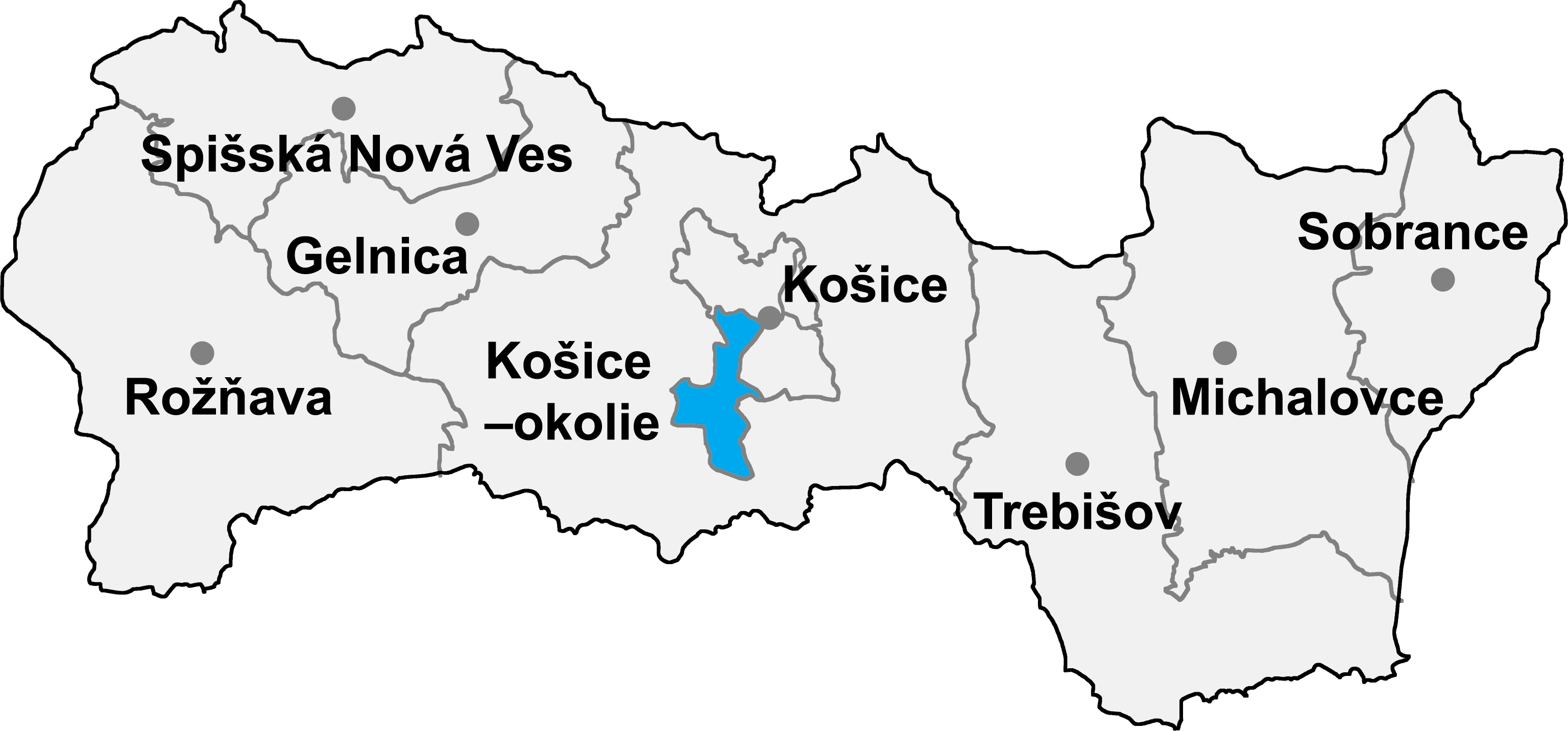
코시체 2구의 위치

코시체 2구(슬로바키아어: Okres Košice II)는 슬로바키아 코시체주를 구성하는 11개 구 가운데 하나로 면적은 73.87km2, 인구는 82,479명(2014년 기준), 인구 밀도는 1,116.54명/km2이다. 코시체에 속하는 8개 지방 자치체를 관할한다. 남쪽과 서쪽으로는 코시체오콜리에구와 접하며 북쪽으로는 코시체 1구, 동쪽으로는 코시체 4구와 접한다.